# VHM Schul- und Charterflug
VHM Schul- und Charterflug war eine deutsche Fluggesellschaft mit Sitz in Mülheim an der Ruhr. Die Fluggesellschaft war am Verkehrslandeplatz Essen/Mülheim beheimatet. Gemeinsam mit der Tochtergesellschaft, die ihren Firmensitz am Flugplatz Damme hatte, betrieb die VHM einen Business- und Selbstflieger-Charterdienst und verpachtete Helikopter. Des Weiteren wurden Piloten ausgebildet und Rundflüge unternommen.
Die Gesellschaft hat am 24. Januar 2011 Insolvenz angemeldet. Der Flugbetrieb wurde zum 30. Juni 2011 eingestellt.

## Geschichte
Das Unternehmen VHM wurde im Jahre 1976 von Wolfgang Vautz und zwei weiteren Geschäftspartnern gegründet. Bald darauf nahm es den Flugbetrieb auf, damals noch mit drei Flugzeugen und drei Mitarbeitern. Die beiden weiteren Gesellschafter wurden ausgezahlt. Seitdem wurde die VHM allein von Wolfgang Vautz geführt und beschäftigte auf ihrem Höhepunkt im Jahre 2009 etwa zehn Festangestellte und ungefähr 70 freiberufliche Mitarbeiter. Kerngeschäft war das Segment Business-Charter. Die VHM betrieb hierfür eine King Air B200 sowie drei Citation Jets in verschiedenen Größen. Im Rahmen der im Januar 2011 angemeldeten Insolvenz konnte kein Investor für die überschuldete Firma gefunden werden. Die Gesellschaft wurde abgewickelt, der Flugbetrieb zum 30. Juni 2011 eingestellt und die im Eigentum der Gesellschaft befindlichen Flugzeuge veräußert.

## Zwischenfälle
In den frühen Abendstunden des 24. November 2006 stürzte die an einen Selbstflieger vercharterte Piper Seneca (D-GIGI) der VHM auf die A52 bei Essen und prallte gegen ein Auto. Die Maschine zerschellte und 7 Personen wurden verletzt, 2 davon schwer. Das Flugzeug wurde von dem Piloten nicht ausreichend betankt und verunglückte wegen Treibstoffmangels.

## Flotte
Mit Stand November 2009 bestand die Flotte der VHM Schul- und Charterflug aus 19 Flugzeugen und 2 Heißluftballons und der VHM-Damme aus fünf Flugzeugen.
- 1 Beechcraft King Air B200
- 3 Cessna 152
- 3 Cessna 172 Skyhawk
- 1 Cessna Citation CJ1
- 1 Cessna Citation CJ2
- 1 Cessna Citation CJ2+
- 1 Cessna Citation CJ3
- 1 Cessna Citation Sovereign
- 2 Diamond DA42
- 1 Enstrom F28 Falcon
- 1 Eurocopter EC 120 Colibri
- 2 Heißluftballons
- 1 Piper PA-28-181 Archer III
- 2 Socata TB 20 Trinidad

VHM-Damme
- 1 Cessna 150
- 1 Cessna 172 Skyhawk
- 1 Eurostar EV97
- 1 Ikarus C42
- 1 Robin DR 400